# Mylonchulus subsimilis
Mylonchulus subsimilis är en rundmaskart som beskrevs av Nathan Augustus Cobb 1917. Mylonchulus subsimilis ingår i släktet Mylonchulus och familjen Mononchidae. Inga underarter finns listade i Catalogue of Life.